# Stinkende ruit
De stinkende ruit (Thalictrum foetidum) is een overblijvende plant uit de ranonkelfamilie (Ranunculaceae) die te vinden is in het hooggebergte van Europa en Azië.

## Naamgeving enetymologie
- Frans: Pigamon fétide
- Duits: Stink-Wiesenraute
- Engels: Stinkende Wiesenraute

De botanische naam Thalictrum is afgeleid van het Oudgriekse θάλικτρον, thaliktron, een naam gegeven door de oud-Griekse arts en botanicus Pedanius Dioscorides (ca. 40-90 n.Chr.) aan een plant met gedeelde bladeren. De soortaanduiding foetidum is afgeleid van het Latijnse foetidus en betekent 'stinkend'.

## Kenmerken
De stinkende ruit is een tot 30 cm hoge overblijvende, kruidachtige plant met een donzig behaarde stengel en een basaal bladrozet van grijze, breed driehoekige, drie- tot viervoudig geveerde blaadjes met afgeronde bladlobjes. De plant heeft een onwelriekende geur.
De bloemen staan in een eindstandige pluim met lange takken. Ze zijn afhangend, radiaal symmetrisch, met een zeer eenvoudig bloemdek van enkele kleine paarsgroene kroonblaadjes en een tiental gele meeldraden, langer dan de kroonblaadjes en met gele helmhokjes.
De plant bloeit van juni tot augustus.

## Habitaten verspreiding
De stinkende ruit groeit voornamelijk in het hooggebergte, op zonnige, rotsige plaatsen op kalksteen, van 1500 tot 2400 m hoogte. Hij komt voor in Midden-Europese en Aziatische gebergtes.
... · T. alpinum (Alpenruit) · T. aquilegifolium (Akeleiruit) · T. flavum (Poelruit) · T. foetidum (Stinkende ruit) · T. macrocarpum · T. minus (Kleine ruit) · T. simplex (Onvertakte ruit) · T. tuberosum · ...